# Lassouri (Guidimouni)
Lassouri (auch: Lassiri) ist ein Dorf in der Landgemeinde Guidimouni in Niger.

## Geographie
Das von einem traditionellen Ortsvorsteher (chef traditionnel) geleitete Dorf befindet sich rund 36 Kilometer nordöstlich des Hauptorts Guidimouni der gleichnamigen Landgemeinde, die zum Departement Damagaram Takaya in der Region Zinder gehört. Zu den Siedlungen in näheren Umgebung von Lassouri zählen der Departementshauptort Damagaram Takaya im Nordwesten, Zarnouski und Chiouni im Norden, Raffa und Bougoum Haoussa im Nordosten, Wargalé im Südosten, Kakara im Süden sowie Mazamni im Südwesten.
Das Dorf liegt am südöstlichen Ufer des Sees Mare de Lassouri, der nach der Ramsar-Konvention als Feuchtgebiet von internationaler Bedeutung ausgewiesen ist. Etwa acht Kilometer nördlich von Lassouri erstreckt sich die ringförmige geologische Formation des Zarnouski-Komplexes.
Lassouri hat den Charakter einer Oase. Das Dorf ist Teil der Übergangszone zwischen Sahara und Sahel. Die durchschnittliche jährliche Niederschlagsmenge beträgt hier zwischen 200 und 300 mm.

## Bevölkerung
Bei der Volkszählung 2012 hatte Lassouri 1740 Einwohner, die in 288 Haushalten lebten. Bei der Volkszählung 2001 betrug die Einwohnerzahl 603 in 113 Haushalten und bei der Volkszählung 1988 belief sich die Einwohnerzahl auf 661 in 151 Haushalten.
Die Bevölkerungsdichte in diesem Gebiet ist mit über 100 Einwohnern je Quadratkilometer hoch.

## Wirtschaft und Infrastruktur
Das Gebiet der Ebenen im Süden der Region Zinder, in dem die Siedlung liegt, ist von einer anhaltenden Degradation der ackerbaulichen Flächen gekennzeichnet, die mit der hohen Bevölkerungsdichte in Zusammenhang steht. In der Mare de Lassouri wird Fischerei betrieben. Mit einem Centre de Santé Intégré (CSI) ist ein Gesundheitszentrum im Dorf vorhanden.